# Holvoet Televisión
Holvoet TV es un canal de televisión chileno, de carácter local, con sede en la ciudad de Copiapó, capital de la Región de Atacama. Pertenece al grupo Empresas Holvoet, en manos del empresario local Edwin Holvoet Tapia, quien falleció el 16 de abril de 2023 debido a un accidente de tránsito.
De acuerdo a los directivos del canal, Holvoet TV es el único canal de televisión chileno que posee la certificación de calidad internacional bajo la norma ISO 9001-2000. El registro y archivo de los programas se realiza en el formato Mini DV, mientras que la transmisión que realiza es digital.

## Historia
Las transmisiones de Holvoet TV se iniciaron el 7 de abril de 2001 en la ciudad de Copiapó, bajo el nombre de Canal 4 Copiapó, Televisión Regional de Atacama o Atacama Televisión. El principal objetivo del canal al momento de su lanzamiento era entregar información y cultura a la comunidad. En 2002, cambia de nombre a Holvoet Televisión. Ese mismo año, el canal presentó el proyecto del programa Imágenes de Atacama al fondo concursable del Consejo Nacional de Televisión, pero no resultó favorecido. Sin embargo, el proyecto fue repostulado en 2003 y salió beneficiado con 6 millones de pesos.
En 2004, el 30% de su programación era producción propia, destacando en su programación los noticieros de lunes a viernes y los resúmenes informativos de fines de semana. Dentro de la programación externa, emite principalmente documentales y películas.
En febrero de 2014 el canal inició sus transmisiones experimentales en alta definición, emitiendo además programas de la Ilustre Municipalidad de Copiapó y un noticiero matinal que consiste en una revisión a diversos medios informativos regionales.
En agosto del 2014 la señal paso a emitir 24 horas.
Desde el 17 de abril de 2020, y, en conjunto con la municipalidad de Copiapó, desarrolla el proyecto educativo denominado "Copiapó TV Educa" que consiste en tele clases donde participan diversos profesores y profesoras del sistema educativo de dicha comuna.
El 16 de abril de 2023 el empresario y propietario de Holvoet Televisión, Edwin Holvoet Tapia, falleció en un accidente automovilístico entre dos vehículos en el camino de Copiapó a Diego de Almagro, en el sector Barrio Industrial Paipote.